# Sződfalvi csata
A sződfalvai csata vagy sződi csata szerbül Бој на Седфалском пољу (Boj na Sedfalskom polju) Szeged közelében zajlott le Czibak Imre váradi püspök és temesi ispán, valamint Perényi Péter vajda vezette erdélyi hadak és Cserni Jován rácjai között. Perényinek és Czibaknak sikerült leverniük a szerbeket, akiknek 1526 vége óta tartott felkelésük és garázdálkodtak a Tisza vidékén, valamint Erdélyben, jelentős károkat okozva.
Az elfoglalt szerémségi és délvidéki területekről, valamint Szerbiából a törökök elől menekülő rácokat Szapolyai János eredetileg azzal a céllal telepítette le Bácson, hogy megvédik határt a betörő törököktől, s ha a nemes urak nem akadályozzák ezt minden eszközzel, akkor talán meg is maradtak volna a magyarok hűségén.

A vezetőjük Cserni Jován eleinte szolgálta a királynak megválasztott Szapolyait és részt vett a király szerémségi török hadjárataiban 1526 folyamán.
Az urak, köztük Török Bálint több ízben rátámadtak a szerbekre, s a magyar parasztokat is fellázították ellenük, mire Jován vezetésével április elején Csáky László csapatát megverték a szerbek és őt magát is lefejeztette Jován.
A rácok elkezdtek garázdálkodni a vidékeken, kirabolták és megölték az embereket, vagy kemény erőszakot tettek rajtuk. A felkelésüket az urak parasztlázadásnak nyilvánították, s olyan vádak érték Jovánt, hogy önálló államot akar létrehozni a déli területeken, főleg miután magát szerb cárrá kiáltotta ki. Elfoglalta Szabadkát 1526 novemberében, majd Szegedet is és saját udvart rendezett be. Habsburg Ferdinánd elküldte hozzá Révay Ferencet, aki rávette, hogy álljon a főherceg mellé.

Jován hadai 1527 májusában megfutamították a Tisza mellett Perényi Péter erdélyi vajdát, feldúlták a Tiszántúlt, Hátszeg vidékét és a szász területek egy részét.
János király parancsára a temesi ispán, Czibak Imre püspök Perényihez vonult, hogy végre rendet teremtsenek a déli területeken.
Szegedhez, Jován egyik székhelyéhez közel levő Sződfalvánál csaptak össze a rácok az erdélyi csapatokkal, melyeknek soraiban parasztfelkelők, szászok és román közfelkelők is voltak. A rablások és fizetetlenség miatt demoralizálódásnak indultak az utóbbi időben a szerbek sorai és egyre többen szöktek meg. A csata napján Jovánnak már csak nyolcezer embere maradt, szemben az erdélyi csapatokkal akik körülbelül tizenháromezer katonát és felkelőt sorakoztattak fel ellene.
Az ellenség egyesével küldte harcba erőit, s a szerbek megszokott taktikájukhoz híven csak egy célra koncentráltak, akárcsak Szőlősnél. Itt azonban most nem ők léptek fel támadólag és hadrendjük sem volt teljes. A fokról fokra növekvő túlerőnek idővel a szerbek nem tudtak ellenállni, s Czibak és Perényi végül megverte Jovánt.

Az önjelölt cár Szeged felé vette az irányt, ahol rátámadt Zákány István helybéli polgár házára. A közeli kastélyból egy Vid Sebestyén nevű katona puskával rálőtt és az ágyékánál súlyosan megsebesítette. Maradék emberei Jovánt Tornyosba vitték, ahol gyakran tanyázott.

Ennek hamar híre ment és Török Bálint háromszáz lovas élén elindult Tornyosba, ahol Jovánt lefejezte és fejét Budára vitte János királyhoz. A király előtt Zákány és Vid is tanuskodott Török mellett, akit a király jutalomban részesített.
A felkelők maradékai Cselnik Radoszláv, a felkelés alvezérének vezetésével szintén próbáltak Szegeden menedéket keresni, de a polgárok és a parasztok sokukat megölték, a többi elzavarták.
A szerbek ezrei menekültek török területekre, ahol az oszmán hadsereg kötelékében harcoltak tovább és részt vettek az 1529-től indué magyarországi hadjáratokban, ahol a törökökhez hasonlóan pusztították a vidékeket. Szerbek harcoltak nagyszánban Bécs ostrománál, valamint Buda védelménél is.

## Külső hivatkozás
- Reizner János: Szeged története